# مايك موير
مايك موير (بالإنجليزية: Mike Muir)‏ هو مغني وموسيقي أمريكي، ولد في 14 مارس 1963 في فينسيا في الولايات المتحدة.

## وصلات خارجية
- مايك موير على موقع IMDb (الإنجليزية)
- مايك موير على موقع ميوزك برينز (الإنجليزية)
- مايك موير على موقع أول ميوزيك (الإنجليزية)
- مايك موير على موقع ديسكوغز (الإنجليزية)